# Coppa del mondo di ciclismo su strada 1991
La Coppa del mondo di ciclismo su strada 1991 fu la terza edizione della competizione internazionale della Unione Ciclistica Internazionale. Composta da dodici eventi, si tenne tra il 23 marzo ed il 26 ottobre 1991. Venne vinta dall'italiano della Panasonic Maurizio Fondriest.

## Calendario
| Data         | Evento                             | Vincitore             | Squadra               | Leader della Cl. mondiale |
| ------------ | ---------------------------------- | --------------------- | --------------------- | ------------------------- |
| 23 marzo     | Milano-Sanremo (1991)              | Claudio Chiappucci    | Carrera-Vagabond      |                           |
| 7 aprile     | Giro delle Fiandre (1991)          | Edwig Van Hooydonck   | Buckler-Colnago-Decca |                           |
| 14 aprile    | Paris-Roubaix (1991)               | Marc Madiot           | RMO                   |                           |
| 21 aprile    | Liegi-Bastogne-Liegi (1991)        | Moreno Argentin       | Ariostea              |                           |
| 27 aprile    | Amstel Gold Race (1991)            | Frans Maassen         | Buckler-Colnago-Decca |                           |
| 4 agosto     | Wincanton Classic (1991)           | Eric Van Lancker      | Panasonic-Sportlife   |                           |
| 10 agosto    | Classica di San Sebastián (1991)   | Gianni Bugno          | Gatorade-Chateau d'Ax |                           |
| 18 agosto    | Meisterschaft von Zürich (1991)    | Johan Museeuw         | Lotto                 |                           |
| 15 settembre | Grand Prix de la Libération (1991) | Buckler-Colnago-Decca | Buckler-Colnago-Decca |                           |
| 6 ottobre    | Grand Prix des Amériques (1991)    | Eric Van Lancker      | Panasonic-Sportlife   |                           |
| 13 ottobre   | Paris-Tours (1991)                 | Johan Capiot          | Ariostea              |                           |
| 19 ottobre   | Giro di Lombardia (1991)           | Sean Kelly            | Festina-Lotus         |                           |
| 26 ottobre   | Final-ITT Bergamo (1991)           | Tony Rominger         | Toshiba               |                           |

## Classifiche
| Pos. | Corridore           | Squadra      | Punti |
| ---- | ------------------- | ------------ | ----- |
| 1    | Maurizio Fondriest  | Panasonic    | 132   |
| 2    | Laurent Jalabert    | Toshiba      | 121   |
| 3    | Rolf Sørensen       | Ariostea     | 114   |
| 4    | Edwig Van Hooydonck | Buckler      | 94    |
| 5    | Marc Madiot         | RMO          | 71    |
| 6    | Frans Maassen       | Buckler      | 70    |
| 7    | Franco Ballerini    | Del Tongo    | 66    |
| 8    | Adrie van der Poel  | Tulip Comp.  | 57    |
| 9    | Dirk De Wolf        | Tonton Tapis | 52    |
| 10   | Phil Anderson       | Motorola     | 51    |

| Pos. | Squadra             | Punti |
| ---- | ------------------- | ----- |
| 1    | Panasonic-Sportlife | 107   |
| 2    | Buckler             | 87    |
| 3    | PDM-Concorde        | 65    |
| 4    | Ariostea            | 50    |
| 5    | Lotto               | 46    |